# مارکوس کارور
مارکوس کارور (انگلیسی: Marcus Carver؛ زادهٔ ۲۲ اکتبر ۱۹۹۳) بازیکن فوتبال اهل بریتانیا است.
از باشگاه‌هایی که در آن بازی کرده‌است می‌توان به باشگاه فوتبال فایلد، باشگاه فوتبال بارو، باشگاه فوتبال مارین، باشگاه فوتبال هالیفاکس تاون، باشگاه فوتبال چورلی و باشگاه فوتبال آکرینگتون استنلی اشاره کرد.